# Colloque de Pamiers
Le colloque de Pamiers fut le dernier grand débat contradictoire entre les Cathares et l'Église catholique. Il a eu lieu en 1207 au château de Pamiers, aujourd'hui rasé.

## Contexte
L'hérésie albigeoise est fortement implantée dans la contrée, notamment dans les montagnes pyrénéennes. De plus, le comte Raymond-Roger de Foix voit dans le catharisme une arme contre le pouvoir des évêques et des abbés. Il reste catholique mais protège les Cathares dans ses provinces (voir l'article : Comté de Foix).
Esclarmonde de Foix, sœur de Raymond-Roger, fut la grande protectrice des Cathares et vient s'établir au château de Pamiers avec la femme du comte. Elle en fait à la fois la forteresse, l'asile, et l'école des doctrines albigeoises (comme le raconte la Chanson de la Croisade). Elle y appelle d'autres châtelaines voisines, dont Faïs (ou Fays), comtesse de Durfort et la tante de Raymond-Roger qui arrivent en avril 1207. L'Abbé de l'abbaye de Saint-Antonin veut lui interdire l'entrée de la ville. Après un épisode violent, Raymond-Roger n'hésite pas dès le lendemain à faire laver l'affront en enfermant l'abbé et les religieux dans l'église pendant trois jours, au terme desquels il les expulse de leur monastère et défend à tout habitant de les recevoir.
Au même moment, Diego d'Osma se dirige en Espagne afin de retrouver son évêché. En s’arrêtant à Pamiers, les évêques de la région, accompagnés de nombreux abbés, souhaitent lui adresser leurs vœux pour son retour. Visiblement, Diego se rend compte de la situation, et la dispute entre les deux partis s'engage d'elle-même.
À partir d'août 1207 se tient la conférence, prolongement du colloque de Montréal qui eut lieu en 1206 (ce colloque, qui dura deux semaines, est souvent confondu avec le colloque de Pamiers, certains participants étant présents aux deux confrontations).

## Personnages présents
- Raymond-Roger de Foix
- Arnaud de Crampagna (Arnauld de Campranham), Vaudois, très hostile aux Catholiques mais visiblement connu pour son impartialité, avait été choisi comme arbitre.

### Catholiques
- Diego, évêque d'Osma, personnage principal du colloque
- Dominique de Guzmán (futur Saint-Dominique). Présence probable[3].
- Folquet de Marselha, alors évêque de Toulouse
- Navarrus d'Acqs, évêque du Couserans
- Adhémar du Châtel, évêque du Comminges
- Raoul, légat du Saint-Siège
- Étienne de Munia, cistercien

### Cathares et Vaudois
- Esclarmonde de Foix
- Durand de Huesca,
- Gaucelin (ou Gaucelm), évêque cathare de Toulouse
- Guilhabert de Castres : alors filius major de l'évêque cathare de Toulouse, il occupera cette même fonction en 1226.
- Benoît de Termes (ca1170-1233) : alors diacre cathare, il deviendra évêque cathare du Razès en 1226.

## Déroulement du colloque
Diego d'Osma, visiblement grand prêcheur, donna un de ses derniers coups d'éclat lors du colloque. Il parvient à convaincre plusieurs Vaudois de réintégrer le camp catholique, notamment Durand de Huesca, qui fondera plus tard un tiers-ordre de "pauvres catholiques" et, combattant l'hérésie, écrira un opuscule contre les hérétiques, mais aussi, plus étonnant peut-être, Arnaud de Crampagna qui, après avoir rendu une sentence favorable aux Catholiques, abjure l'hérésie.
Les autorités catholiques, après ce colloque, virent l'imminence du danger qui menaçait l'Église. Les prélats développèrent une méthode de prédication évangélique qui se basait non plus sur l'itinérance des missionnaires catholiques, mais en leur fixant une portion de territoire à évangéliser, la « diète », les frères prêcheurs rayonnant généralement à partir d'un couvent. Après le meurtre de Pierre de Castelnau, le pape Innocent III lança l'anathème et la croisade des Albigeois.